# Sogn og Fjordane (circonscription électorale)
La circonscription électorale de Sogn og Fjordane est une circonscription électorale de la Norvège, utilisée pour les élections législatives.
Ses frontières correspondent au comté du même nom.